# Pingente de glutão de Les Eyzies

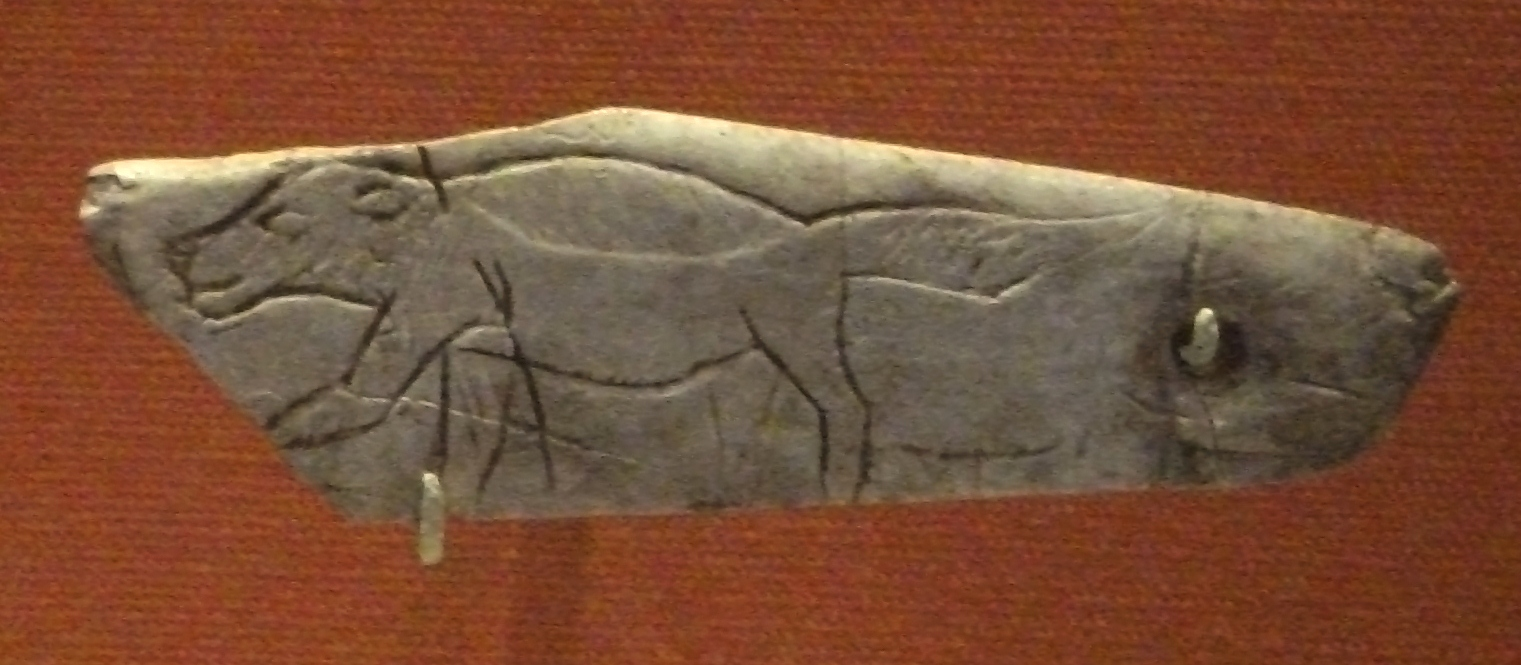
O pingente de glutão de Les Eyzies

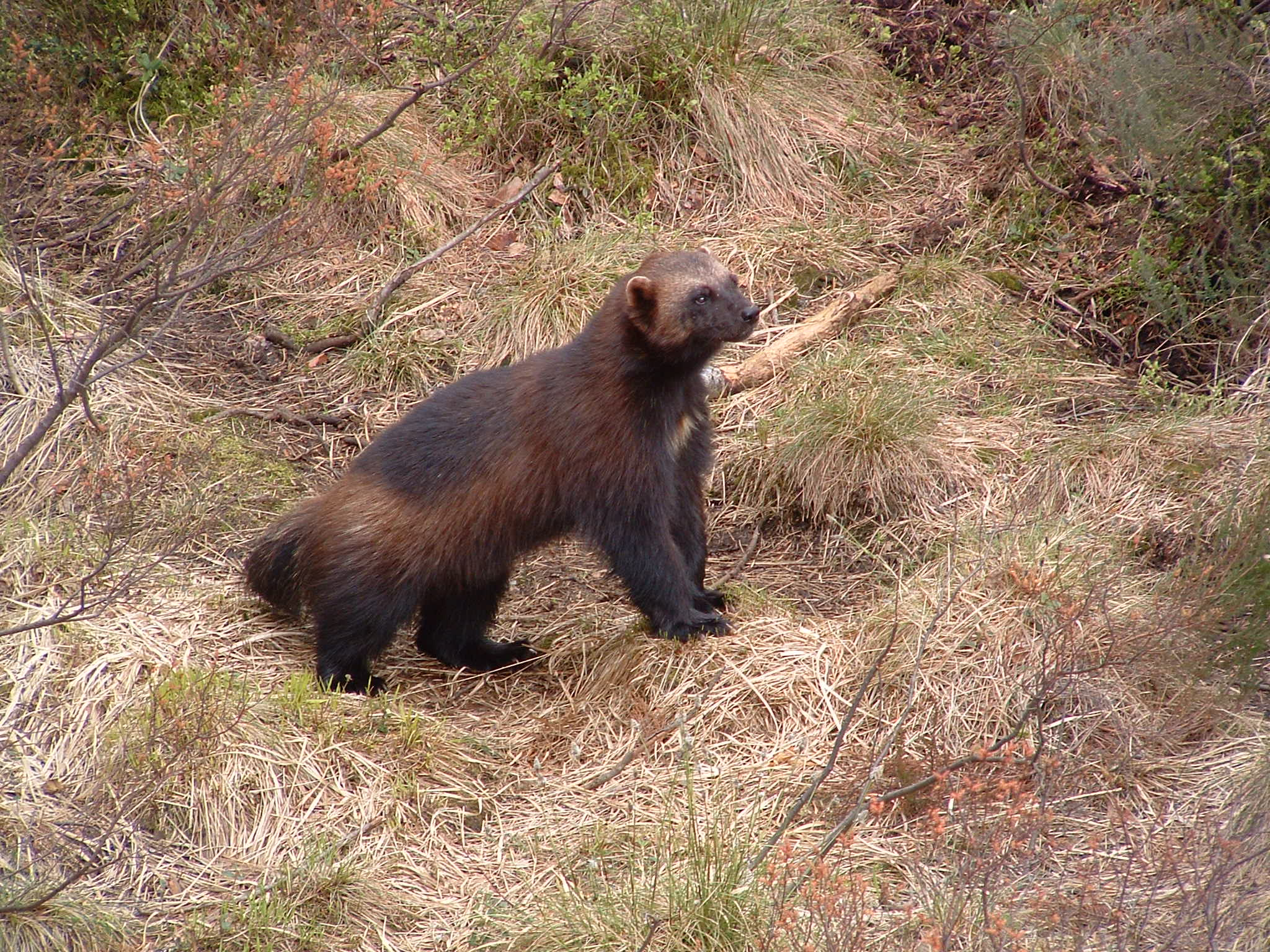
Um carcaju do Velho Mundo (gulo gulo gulo) em um zoológico na Noruega

O pingente Wolverine de Les Eyzies é um pingente de osso decorado com uma gravura de um glutão, provavelmente da caverna de Les Eyzies, Dordonha, França. O pingente data do final do período Magdaleniano e tem cerca de 12.500 anos. Faz parte da Coleção Christy no Museu Britânico (Palart 102), onde normalmente está em exibição na Sala 2.  Entre 7 de fevereiro e 26 de maio de 2013, foi exibido na exposição no Museu Britânico Ice Age Art: Arrival of the Modern Mind